# Litoria chrisdahli
Litoria chrisdahli är en groddjursart som beskrevs av Richards 2007. Litoria chrisdahli ingår i släktet Litoria och familjen lövgrodor. IUCN kategoriserar arten globalt som otillräckligt studerad. Inga underarter finns listade i Catalogue of Life.